# Sèchevaux
Der Sèchevaux  (manchmal auch als Ruisseau des Sept Chevaux bezeichnet) ist ein rund 16 Kilometer langer Bach, der im französischen Département Meurthe-et-Moselle in der Region Grand Est verläuft und er ist ein linker Zufluss des Rawe.

## Geographie

### Verlauf
Die Sèchevaux entspringt auf einer Höhe von etwa 276 m im Gemeindegebiet von Norroy-le-Sec. Er entwässert generell Richtung Südost durch die Landschaft Bassin de Briey.
Im Mündungsabschnitt begleitet der Sèchevaux die Bahnstrecke Saint-Hilaire-au-Temple–Hagondange auf einer kurzen Strecke. Der Bach  mündet schließlich  im Gemeindegebiet von Valleroy auf Höhe von ungefähr 182 m  von links in den Rawe.
Der 16,05 km lange Lauf des Sèchevaux endet ungefähr 94 Höhenmeter unterhalb seiner Quelle, er hat somit ein mittleres Sohlgefälle von etwa 5,9 ‰.

### Einzugsgebiet
Das Einzugsgebiet des Sèchevaux liegt im Lothringer Stufenland und wird durch ihn über den Rawe, die Orne, die Mosel und den Rhein zur Nordsee entwässert.
Es grenzt
- im Nordosten und Osten an das Einzugsgebiet des Woigot, der in die Orne mündet;
- im Südwesten und Westen an das des Rawe und
- im Nordwesten an das des Ruisseau le Breuil, der über den Othain in die Maas entwässert.

### Orte
(Reihenfolge in Fließrichtung)
- Anoux
- La Malmaison, Gemeinde Val de Briey
- Lantéfontaine
- La Cartoucherie, Gemeinde Val de Briey
- Valleroy